# Szymon Syrkus
Szymon Syrkus (Grodno, 24 de junio de 1893-Varsovia, 8 de junio de 1964) fue un arquitecto racionalista polaco. 

## Trayectoria
Entre 1911 y 1920 estudió arquitectura sucesivamente en Viena, Graz, Riga, Moscú y Varsovia. Amplió sus estudios en la Academia de Bellas Artes de Cracovia (1920-1921). Entre 1922 y 1924 realizó un viaje en que visitó Berlín, Weimar y París.
Tras su regreso a Polonia en 1924, trabajó con el arquitecto H. Gray, para el que proyectó el edificio de la Caja de enfermedades en Varsovia (1925). Colaboró a continuación con Henryk Oderfeld en el proyecto para el concurso del Palacio de las Naciones en Ginebra.
En 1925 se sumó al grupo Blok. Al año siguiente participó en la I Exposición Internacional de Arquitectura Moderna celebrada en Varsovia y escribió con Władysław Strzemiński El presente en la arquitectura y la pintura. Se adhirió entonces al grupo Praesens y empezó a trabajar con la que sería su esposa, Helena Niemirska.
En 1927 participó en la Machine Age Exposition de Nueva York, en cuyo catálogo publicó un artículo titulado La arquitectura abre el volumen. Al año siguiente fue nombrado representante de Polonia en el Congreso Internacional de Arquitectura Moderna (CIAM).
Fue autor con su esposa del Pabellón de los Abonos en la Exposición Nacional de Poznań (1929) y de varias ciudades obreras y conjuntos de viviendas en Varsovia: Konstancin (1930), Królewska Góra (1931), Skolimów (1935). En 1936 construyeron varias colonias de casas en banda para la Sociedad de Ciudades de Viviendas Obreras en Łódź y Grudziądz.
Durante la Segunda Guerra Mundial trabajaron en un taller clandestino de arquitectura, desde el que planificaron la ampliación de los barrios de Rakowiec y Koło en Varsovia. En 1942 fue detenido y confinado en el campo de concentración de Auschwitz.
Tras la contienda fueron autores, junto a Roman Dowgird y A. Przybylski, del asentamiento de viviendas Praga II en Varsovia (1949-1952).